# Horní Radouň
Horní Radouň (en allemand : Ober Radaun) est une commune du district de Jindřichův Hradec, dans la région de Bohême-du-Sud, en République tchèque. Sa population s'élevait à 234 habitants en 2020.

## Géographie
Horní Radouň se trouve à 13 km au nord de Jindřichův Hradec, à 50 km au nord-est de České Budějovice et à 100 km au sud-sud-est de Prague.
La commune est limitée par Mnich et Bohdalín au nord, par Vlčetínec et Dívčí Kopy à l'est, par Okrouhlá Radouň au sud, et par Lodhéřov, Světce et Rosička à l'ouest.

## Histoire
La première mention écrite du village date de 1487.